# Halothamnus subaphyllus
Halothamnus subaphyllus es una especie de planta herbácea del género Halothamnus, que ahora está incluido en la familia Amaranthaceae, (anteriormente Chenopodiaceae). Es originaria de Asia.

## Descripción
Halothamnus subaphyllus es un subarbusto que alcanza un tamaño de 0,5-1,2 m de altura (en la arena también como arbusto de hasta 2,5 m de altura), con ramas de color azulado-verdosas o verdes. Las hojas inferiores son medio cilíndricas, carnosas, lineales y de hasta 35 mm de largo, las superiores son similares, pero solo de 4.1 mm de largo,  en su mayoría en la punta con un margen estrecho membranoso. Las brácteas se parecen a las hojas, las flores superiores son más cortas que las bractéolas. Las bractéolas son como escamas, transversal ovaladas, con un margen membranso,  junto con las brácteas forman una copa baja. Las flores tienen 3,2-5,0 mm de largo, con los tépalos de forma ovalada, los estigmas se truncan en la punta. El fruto es alado de 11-17 mm de diámetro. El tubo del fruto es como un plato, reducido en su base, con bordes prominentes, en su parte inferior plano.

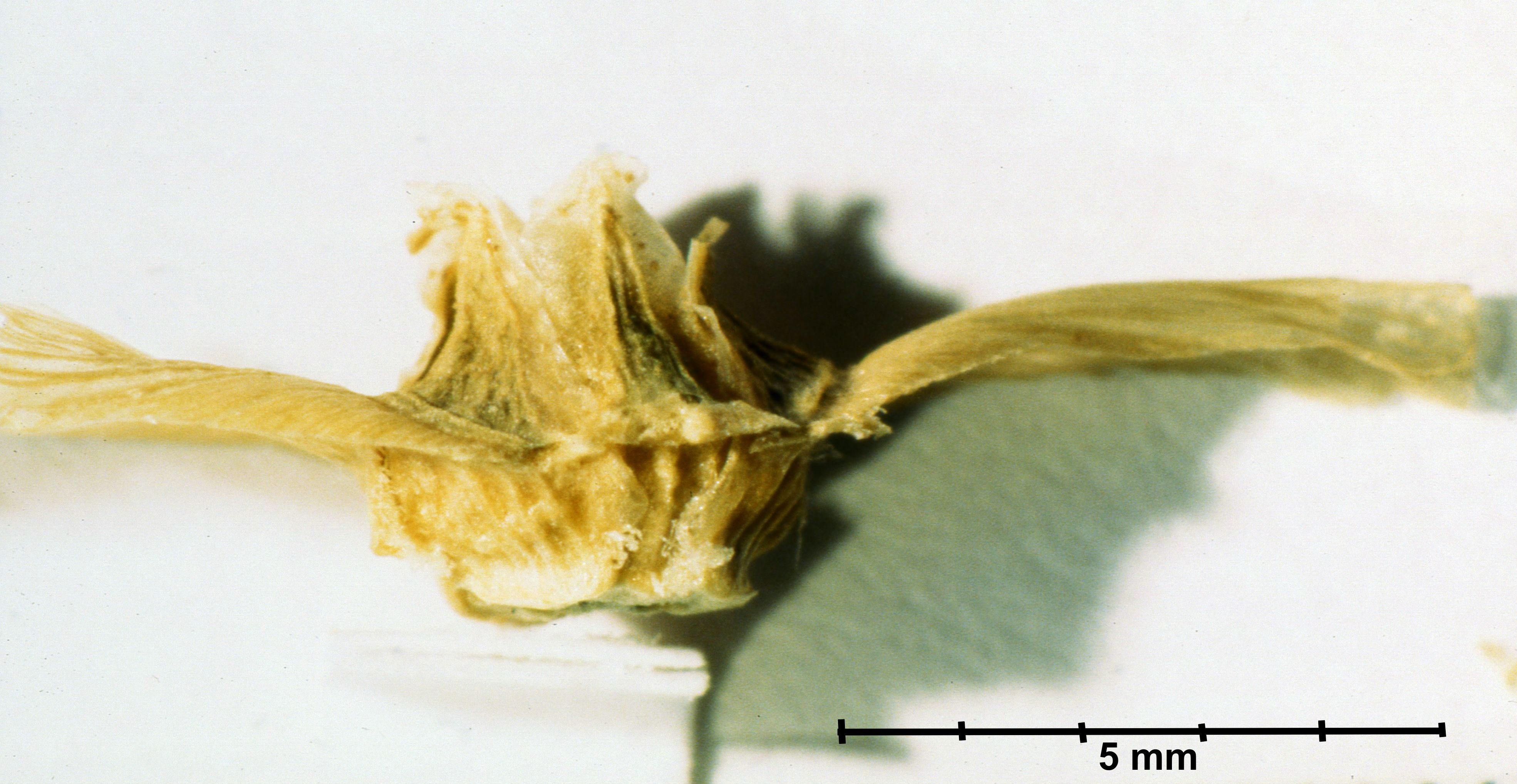
fruto (vista lateral)
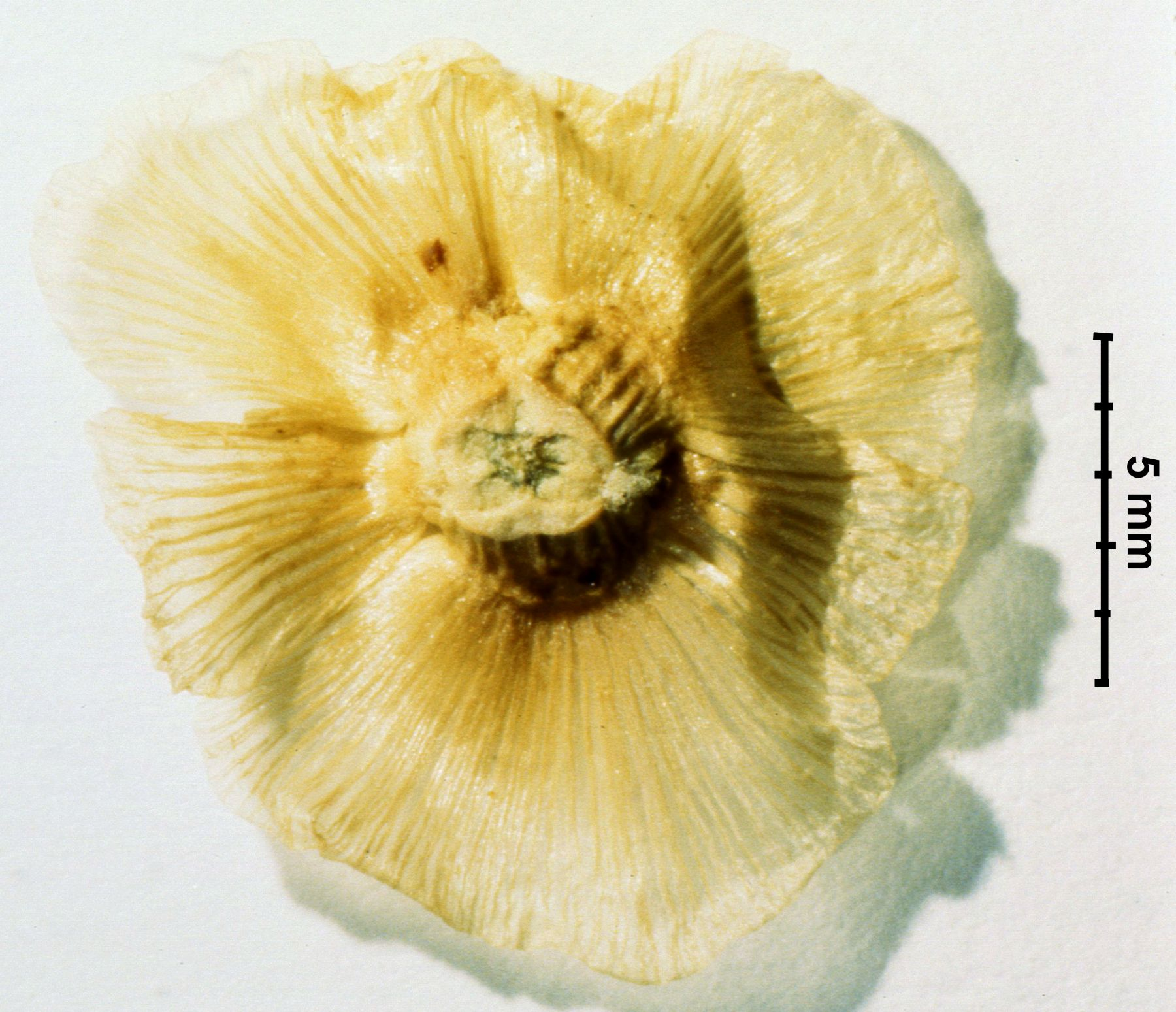
fruto (base)

## Distribución
El área de distribución de Halothamnus subaphyllus incluye Kazajistán, Turkmenistán, Uzbekistán, Tayikistán, Irán, Afganistán y Pakistán (Baluchistán). Crece en las estepas, semidesiertos y desiertos de piedra, arcilla o suelo arenoso, a menudo en suelos salinos o de yeso, a una altitud de hasta 2400 metros sobre el nivel del mar.

## Cultivo y usos
Halothamnus subaphyllus es una planta forrajera importante para el pastoreo en los desiertos de Asia Central. La comen las ovejas, cabras y camellos y el ganado, por lo que se cultiva como pasto artificial. La más productiva es la subespecie psammophilus. La subespecie psammophilus se planta también para la estabilización de las dunas de arena móviles.
En la medicina tradicional, Halothamnus subaphyllus se utiliza para enfermedades de la mujer, para el fortalecimiento del cabello, y contra la sarna de las ovejas, contra el carbunco y para la curación de heridas. Las plantas son ricas en los alcaloides de uso medicinal ( Subaphyllin, Salsolin ). Además, se utiliza como agente desinfectante de los tejidos. Las cenizas de las plantas se utilizaban antiguamente para extraer sosa cáustica y potasio para la fabricación de jabón. Las hojas acumulan boro.

## Taxonomía
Halothamnus subaphyllus fue descrita por (C.A.Mey.) Botsch. s.l., y publicado en Botanicheskie Materialy Gerbariia Botanicheskogo Instituta imeni V. L. Komarova Akademii Nauk SSSR 18: 171, en el año 1981.
Etimología
Halothamnus: nombre genérico que deriva de las palabras griegas  ἅλς  (halo) = "salino" y θαμνος (thamnos) = "arbusto" lo que significa "arbusto de la sal", y se refiere tanto a los lugares de crecimiento a menudo salados, así como la acumulación de sal en las plantas.
subaphyllus: epíteto latino 
Subespecies
La especie está clasificada en tres subespecies:
- ssp. subaphyllus
- ssp. psammophilus, un arbusto de hasta 2,5 m, con cortas y finas flores en las ramas y hojas más altas.
- ssp. charifii, con mechones conspicuos de largos pelos rizados en las axilas de las hojas.

Sinonimia para la ssp. subaphyllus
- Salsola subaphylla C.Meyer
- Caroxylon subaphyllum (C.Meyer) Moq
- Salsola subaphylla C.Meyer var. typica Drobov, nom. inval
- Salsola subaphylla C.Meyer ssp. typica (Drobov) Iljin, nom. inval
- Aellenia subaphylla (C.Meyer) Aellen
- Aellenia subaphylla (C.Meyer) Aellen ssp. eu-subaphylla Aellen, nom.inval
- Aellenia subaphylla (C.Meyer) Botsch. ex Aellen, quoad nom.
- Aellenia subaphylla (C.Meyer) Aellen ssp. subaphylla
- Aellenia subaphylla (C.Meyer) Aellen ssp. sabetii Aellen
- Salsola subaphylla C.Meyer var. arenaria Drobov
- Salsola arenaria (Drobov) Iljin, nom. nud
- Salsola subaphylla C.Meyer ssp. arenaria (Drobov) Iljin
- Aellenia subaphylla (C.Meyer) Aellen ssp. turcomanica Aellen
- Aellenia turcomanica (Aellen) Čer.

Sinonimia para la ssp. charifii (Aellen) Kothe-Heinr., 1993
- Aellenia subaphylla (C.Meyer) Aellen ssp. charifii Aellen
- Aellenia subaphylla (C.Meyer) Aellen ssp. gracilenta Aellen
- Halothamnus subaphylloides Botsch

Sinonimia para la ssp. psammophilus (Botsch.) Kothe-Heinr., 1993
- Halothamnus psammophilus Botsch.

## Nombres vernáculos
- Usbekistan: ČOGON, ČOGAN, ČUGON
- Kasachstan: ŠONGAJNA
- Rusia: солянка малолистная